# Koninklijke KPN
KPN (nome completo: Koninklijke KPN N.V., Royal KPN NV) è una società nederlandese di telecomunicazioni. La società è chiamata formalmente Koninklijke PTT Nederland, e prima Staatsbedrijf der Posterijen, Telegrafie en Telefonie ("Ente statale delle poste, telegrafia e telefonia") o PTT. Dopo la separazione di TPG la compagnia è ancora controllata dalla posta nazionale nederlandese. La compagnia ha sede a L'Aia.
È membro dell'Istituto europeo per le norme di telecomunicazione (ETSI).

## Storia
La KPN è nata dalla scissione dell'amministrazione statale delle poste e telecomunicazioni olandesi PTT (Posterijen, Telegrafie en Telefonie) avvenuta nel 1986. La parte postale è diventata PTT Post, poi TPG e infine TNT Post nel 2007. La parte telecomunicazioni si è dapprima chiamata Koninklijke PTT NV fino al 1998, quando ha preso il nome di KPN. La privatizzazione di queste due imprese ha avuto luogo contemporaneamente alla scissione, nel 1986.
Dal 2004 è attiva nel mercato belga, tedesco e nederlandese.
In quest'ultima è leader del mercato delle telecomunicazioni mobili.
Nel mercato internet è proprietaria di XS4ALL, Planet Internet, Het Net e Freeler.
Nel 2004 KPn ha iniziato a offrire televisione nei Paesi Bassi come parte di servizi multiplay.
In Germania era, fino al 1º ottobre 2014, con la società E-plus, il terzo operatore mobile del mercato tedesco.
In Belgio la sussidiaria BASE è la terza fornitrice di telefonia mobile.
Nei Paesi Bassi ha stretto accordi per fornire l'accesso alla propria rete mobile con i seguenti MVNO:
- Aldi Talk Medion Mobile Nederland
- Lebara Mobile Nederland
- Lycamobile Nederland
- simyo Nederland
- Tele2 Mobiel Nederland
- Telfort